# Guillermo Comorera
Guillermo Comorera Gatuellas est un ancien arbitre espagnol de football, qui officia de 1914 à 1936. Il fut un socio du FC Barcelone, et fit partie des arbitres de la Catalogne.

## Carrière
Il a officié dans des compétitions majeures : 
- JO 1928 (1 match)[4]
- Coupe d'Espagne de football 1929-1930 (finale)